# Hella (firma)

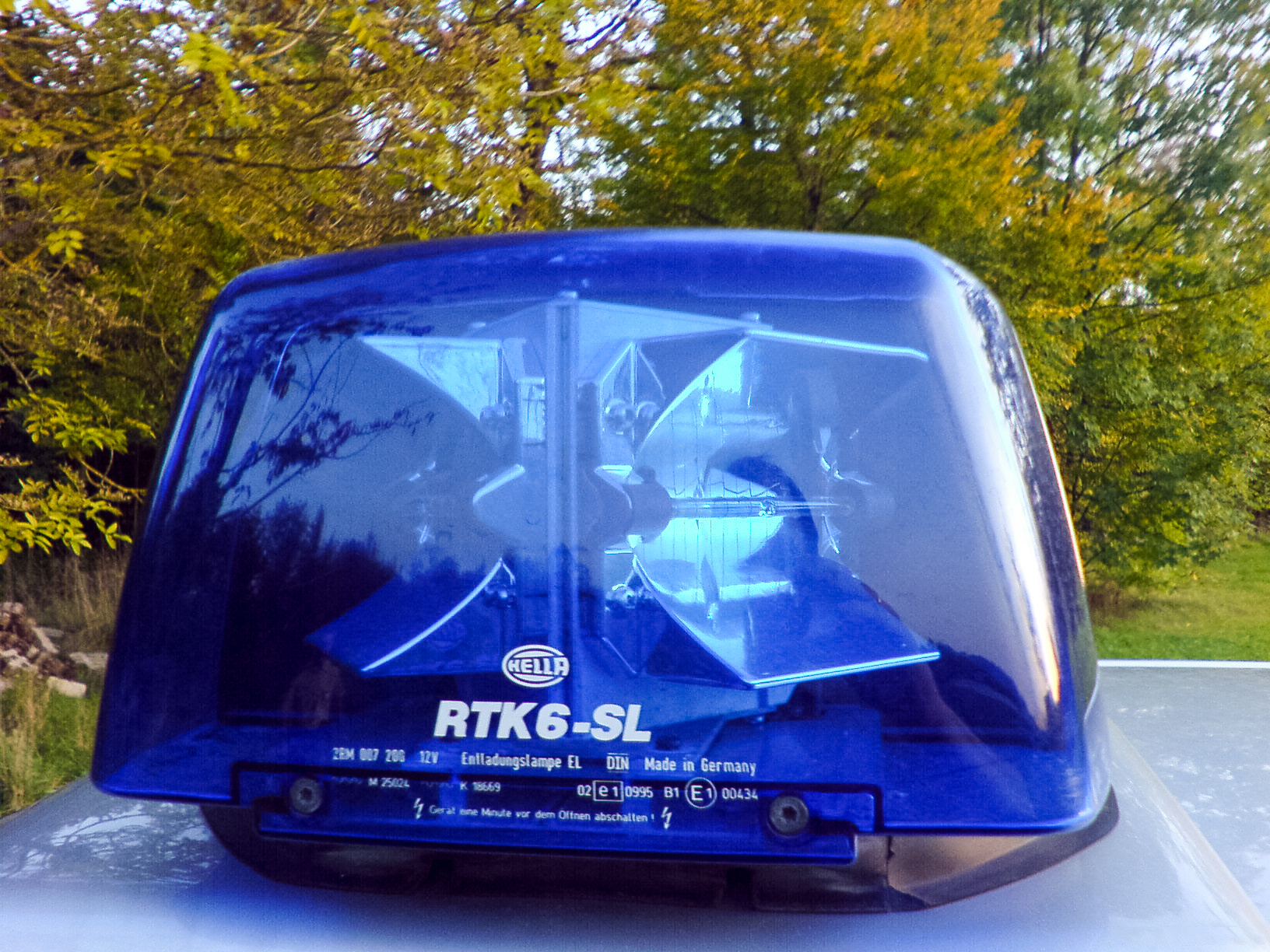
Výrobek firmy Hella

Hella GmbH & Co. KGaA , zkráceně HELLA je německá firma, působící v oboru vývoje a výroby elektro příslušenství automobilů, a v oblasti osvětlovací techniky. Sídlo společnosti je v Lippstadtu v Severním Porýní-Vestfálsku. Podnik má zhruba 125 poboček ve více než 35 zemích světa, v rámci ČR má firma od roku 1992 výrobní závod v Mohelnici a od roku 2011 vývojové centrum v Ostravě.
V hospodářském roce 2011/2012 dosáhla firma Hella obratu 4,8 miliardy eur. Tím se řadí mezi 50 největších světových dodavatelů příslušenství automobilů, a mezi 100 největších německých průmyslových podniků.
Hlavní činnost koncernu se člení do tří segmentů: komponenty pro automobilky (Automotive), náhradní díly (Aftermarket) a speciální aplikace (Special Applications). Segment Automotive zahrnuje vývoj, výrobu a prodej osvětlovacích a elektronických komponentů a systémů pro výrobce automobilů a další subdodavatele. V segmentu Aftermarket HELLA vyvíjí, vyrábí a prodává výrobky pro nezávislý trh náhradních dílů a pro autoservisy. Segment Special Applications se zaměřuje na inovativní osvětlovací a elektronické komponenty pro různé cílové skupiny od výrobců stavebních strojů a lodí až po obce a distributory energií.

## Obecně
Společnost Hella patří k 50 největším subdodavatelům pro automobilový průmysl na světě a je zároveň jedním ze 100 největších německých průmyslových podniků. Má jednu z nejrozsáhlejších obchodních sítí pro automobilové díly, příslušenství, diagnostiku a služby v Evropě. Hella má přes 100 závodů a poboček ve více než 35 zemích světa a přibližně 36 000 zaměstnanců, z toho přes 8 000 inženýrů a techniků ve výzkumu a vývoji.

## Historie
Podnik založil v roce 1899 Sally Windmüller pod názvem Westfälische Metall-Industrie Aktien-Gesellschaft (WMI). V té době zahrnoval výrobní program jednoduché klaksony, svítilny se svíčkami a petrolejové lampy na kočáry.
Název Hella byl použit poprvé v roce 1908 jako obchodní značka pro acetylenovou (karbidovou) svítilnu. V roce 1923 získala většinu akcií továrnická rodina Huecků z Lüdenscheidu. V roce 1986 se název Hella stal součástí obchodní firmy společnosti. Nejpravděpodobnější vysvětlení značky Hella je připisováno samotnému Sallymu Windmüllerovi, který chtěl firmu pojmenovat na počest své ženy Heleny, zkráceně Helly, ale zároveň chtěl využít hravé asociace mezi názvem značky a německým slovem „heller“, které znamená „světlejší“.
Během nacistického režimu tehdejší WMI těží ze státního financování konstrukce automobilů. Společnost mimo jiné dodávala světlomety, světla a signální houkačky pro automobil KdF a v roce 1936 obdržela velkou exkluzivní objednávku od amerického výrobce automobilů Ford. Počet zaměstnanců se zvýšil z 250 v roce 1933 na 1700 v roce 1939. Od Na začátku druhé světové války vyráběla WMI také výrobky pro zbrojní průmysl. Od listopadu 1944 společnost nasadila také vězně koncentračních táborů, 335 židovských žen, z dílčího tábora Lippstadt II v Buchenwaldu, který byl zřízen speciálně pro tento účel.
Po 2. světové válce se společnost začala rozvíjet a v roce 1951 byla založena první německá dceřiná společnost ve Wembachu. V Německu dnes společnost působí mimo jiné v Lippstadtu, Brémách, Recklinghausenu, Hammu (Bockum-Hövel), Nellingenu a Wembachu. Centrální sklad v Erwitte, který vznikl v roce 1973, dnes funguje pod obchodní firmou Hella Distribution GmbH. Začátkem 60. let minulého století se společnost začala rozrůstat i mimo hranice Německa. V roce 1961 byl založen první zahraniční výrobní závod v australském Mentone. Dnes má Hella přes 100 závodů a dceřiných společností v 35 zemích světa a působí v několika hospodářských regionech světa od Evropy přes země NAFTA a Jižní Ameriku až po Afriku a asijsko-pacifický region.
Od 90. let vlastní také majetkové účasti v několika společných podnicích s dalšími subdodavateli pro automobilový průmysl. Jejich posláním je získávat zkušenosti v dalších odvětvích mimo hlavní obory působení společnosti. V současné době takto Hella v různé formě spolupracuje se společnostmi Behr, Plastic Omnium, Samlip, Leoni, Mando, TMD Friction a InnoSenT GmbH (stav: září 2014). Jako společné podniky fungují například společnosti HBPO GmbH a BHTC GmbH v Lippstadtu nebo společnost Intedis GmbH[5] ve Würzburgu. Společné podniky se zaměřují například na architekturu elektronických palubních sítí (společný podnik Intedis) nebo vývoj hardwaru pro diagnostiku (společný podnik Hella Gutmann Solutions se sídlem v Ihringenu). V roce 2002 byla také se společností Stanley Electric Co., Ltd. jakožto společníkem založena společná holdingová společnost Hella Stanley Ltd Pty se sídlem v Melbourne.
Prudké hospodářské výkyvy zapříčinily, že společnosti Hella v účetním roce 2005/06 klesl zisk. Program snižování nákladů a zvyšování efektivity schválený vedením společnosti ale rychle přinesl výsledky, a tak hned v následujícím účetním roce 2006/07 společnost Hella opět vykázala provozní zisk. V účetním roce 2007/08, který skončil k 31. květnu 2008, se jí navíc podařilo provozní zisk znovu výrazně zvýšit. Skupina Hella zároveň vykázala druhý nejvyšší obrat ve své historii. Hranici 3,9 mld. eur překonala teprve v uplynulém účetním roce 2010/2011, kdy se její obrat vyšplhal přibližně na 4,4 mld. eur. Skupina tak poprvé za svoji existenci vykázala obrat přesahující 4 miliardy eur. V následujícím účetním roce obrat skupiny průběžně rostl a v účetním roce 2013/2014 dosáhl hodnoty 5,3 mld. eur.

## Výrobky
V obchodním segmentu Automotive skupina HELLA vyvíjí a vyrábí osvětlovací a elektronické komponenty a systémy. V segmentu Aftermarket provozuje jednu z největších obchodních sítí pro díly a příslušenství do automobilů a diagnostických a servisních služeb v Evropě. V segmentu Special Applications vyvíjí HELLA mimo jiné výrobky pro speciální vozidla a zcela nezávislé aplikace, například pouliční osvětlení nebo osvětlení pro průmysl. Ve společných podnicích s partnery vznikají navíc i kompletní moduly, klimatizační systémy a palubní sítě do automobilů.
- V divizi osvětlení společnost Hella vyvíjí a vyrábí světlomety, světla a kabinové osvětlení. K aktuálním novinkám patří systémy světlometů ovládaných pomocí senzorů, které se přizpůsobují situaci za jízdy a povětrnostním podmínkám, a také neoslňující dálková světla. Světlomety s LED diodami jako světelným zdrojem v potkávacích a dálkových světlech se vyrábějí už sériově, například pro vozy Cadillac Escalade Platinum. Do mnoha modelů střední a vyšší třídy se dnes už často sériově montují jako obrysová světla a světla pro denní svícení.

- Asistenční systémy využívající kamery přinášejí nové možnosti optimálního rozložení svítivosti podle konkrétní dopravní situace. Právě proto koupila skupina v roce 2006 berlínskou společnost AGLAIA, která se specializuje na vizuální senzorové systémy.

- Portfolio elektronických produktů tvoří především systémy ke zvýšení efektivity, bezpečnosti a pohodlí. Patří k nim elektronické řídicí jednotky podporující datové sběrnice, jednotky k ovládání střechy v podobě světelně-elektronických modulů, ale také inteligentní klíče k otevírání vozu a startování motoru nebo systémy kontrolující oprávnění k jízdě. Moduly pro řízení spotřeby proudu optimalizují hospodaření s energií v palubní síti a zlepšují dobíjecí bilanci autobaterie. Další skupinou výrobků jsou elektronické asistenční systémy pro řidiče, které využívají mj. radarové senzory pracující s kmitočtem 24 GHz. Významnou součástí portfolia výrobků je také asistent změny jízdních pruhů nebo parkovací asistent. Dalšími důležitými součástmi portfolia jsou elektronické komponenty jako aktuátory, snímače polohy plynového pedálu, řídicí jednotky EPS, olejová čidla, polohové senzory, senzory deště a světla, systémy čištění světlometů a podtlaková čerpadla.

- Společnost Hella má jednu z největších obchodních sítí v Evropě pro díly a příslušenství do automobilů s vlastními distribučními společnostmi a partnery ve víc než 100 zemí. Prodejcům dílů do automobilů a autoservisům tak může dodávat rozsáhlý a neustále se rozšiřující sortiment dílů ze svého portfolia výrobků. Obchodníkům a autoservisům navíc poskytuje také podporu prodeje a technický servis. V roce 2005 byl založen společný podnik Behr Hella Service, který se zaměřuje na nezávislý mezinárodní trh s náhradními díly do klimatizací a chlazení motoru.

- Vedle příslušenství pro běžné osobní automobily vyvíjí a vyrábí Hella také speciální signalizační zařízení pro zásahová a výjezdová vozidla. Jedná se například o otočné a zábleskové majáky (modré nebo žluté), optické výstražné systémy nebo otočné systémy kombinující světelnou a zvukovou signalizaci. Jedná se o kompaktní střešní nástavby, které obsahují dvě modrá světla, houkačku s programovatelným sledem tónů a případně další prvky. Využívají je policie, záchranáři, hasiči, jednotky civilní ochrany a mnozí další provozovatelé zásahových a speciálních vozidel. Součástí sortimentu výrobků pro státní správu jsou také světlomety, záblesková světla na nárazníky a další výrobky, např. skrytá speciální signalizační zařízení pro civilní zásahová vozidla.

- Díky strategickému partnerství s dalšími společnostmi jako Plastic Omnium nebo Behr si společnost Hella vybudovala pevnou pozici i v dalších segmentech trhu, například ve výrobě čelních modulů (společný podnik HBPO GmbH v Lippstadtu) nebo klimatizačních systémů a senzorů (společný podnik BHTC GmbH ve Stuttgartu).

- Novozélandská dceřiná společnost Hella-New Zealand Limited vyrábí v rámci programu Hella Marine světla pro lodě. Vedle světel na stožáry a kabinového osvětlení využívajícího LED diody jsou to také systémy osvětlení na přívěsy pro přepravu lodí.

- V divizi Industries přenáší Hella stávající technologie z automobilového průmyslu do nových cílových skupin zákazníků. V rámci prvního pilotního projektu bylo několik obytných ulic v Lippstadtu, kde má společnost své hlavní sídlo, vybaveno nově vyvinutým pouličním osvětlením z LED diod. Tímto novým typem energeticky úsporného pouličního osvětlení se může pochlubit i několik čínských měst. Dalším projektem je letištní osvětlení využívající LED diody. Zatím se používá na letištích v Lucemburku, v Paderbornu/Lippstadtu a ve Stavangeru. Tato divize nabízí také zařízení k počítání osob a interiérové LED osvětlení určené mimo jiné do kuchyní.

- V roce 2012 se společnost Hella dohodla na spolupráci s čínskou automobilkou BAIC. V rámci této spolupráce bude vyvíjet a vyrábět systémy osvětlení speciálně přizpůsobené požadavkům čínského trhu.